# Kaiserpokal 1927
Der Kaiserpokal 1927 war die siebte Ausgabe des Kaiserpokals, des höchsten japanischen Fußballpokalwettbewerbs. Sieger des Wettbewerbs waren die Kobe Icchu Club.

## Ergebnisse

### Viertelfinale
|                    | Ergebnis |                                  |
| ------------------ | -------- | -------------------------------- |
| Kansai-Universität | 1:1      | Kaiserliche Universität Hokkaidō |
| Rijo Club          | 2:1      | Hōsei-Universität                |
| Kobe Icchu Club    | 2:0      | Yoshino Club                     |
| Waseda Gakuin      | 1:0      | Sendai Club                      |

### Halbfinale
|                    | Ergebnis |               |
| ------------------ | -------- | ------------- |
| Kansai-Universität | 0:4      | Rijo Club     |
| Kobe Icchu Club    | 1:0      | Waseda Gakuin |

### Finale
|           | Ergebnis |                 |
| --------- | -------- | --------------- |
| Rijo Club | 0:2      | Kobe Icchu Club |